# Tokio-Marathon 2021
| 15. Tokio-Marathon    | 15. Tokio-Marathon         |
| --------------------- | -------------------------- |
| Stadt                 | Tokio, Japan               |
| Datum                 | 6. März 2022               |
| Distanz               | 42,195 Kilometer           |
| Sieger                |                            |
| Männer                | Eliud Kipchoge (2:02:40 h) |
| Frauen                | Brigid Kosgei (2:16:02 h)  |
| ← Tokio-Marathon 2020 | Tokio-Marathon 2023 →      |
| Website               | Offizielle Website         |

Der Tokio-Marathon 2021 (jap. 東京マラソン2021, Tōkyō Marason 2021) war die fünfzehnte Ausgabe der jährlich in Tokio, Japan stattfindenden Laufveranstaltung.
Der Marathon fand am 6. März 2022 statt. Aufgrund der COVID-19-Pandemie wurde der Marathon zunächst vom 7. März 2021 auf den 17. Oktober 2021 verschoben. Im September 2021 wurde der Lauf auf den 6. März 2022 verlegt und der Tokio-Marathon 2022 abgesagt.
Er war der erste Lauf des World Marathon Majors 2022 und hatte das Etikett Elite Platinum Label der World Athletics Label Road Races 2022.
Bei den Männern gewann Eliud Kipchoge mit neuem Streckenrekord in 2:02:40 h und bei den Frauen Brigid Kosgei ebenfalls mit einem Streckenrekord in 2:16:02 h.

## Ergebnisse

### Männer
| Platz | Athlet         | Nation    | Zeit    |
| ----- | -------------- | --------- | ------- |
| 01    | Eliud Kipchoge | Kenia     | 2:02:40 |
| 02    | Amos Kipruto   | Kenia     | 2:03:13 |
| 03    | Tamirat Tola   | Äthiopien | 2:04:14 |
| 04    | Kengo Suzuki   | Japan     | 2:05:28 |
| 05    | Shura Kitata   | Äthiopien | 2:06:12 |
| 06    | Laban Korir    | Kenia     | 2:06:37 |
| 07    | Kenya Sonata   | Japan     | 2:07:23 |
| 08    | Shun Yuzawa    | Japan     | 2:07:31 |
| 09    | Kento Kikutani | Japan     | 2:07:55 |
| 10    | Michael Githae | Kenia     | 2:07:55 |

### Frauen
| Platz | Athletin           | Nation             | Zeit    |
| ----- | ------------------ | ------------------ | ------- |
| 01    | Brigid Kosgei      | Kenia              | 2:16:02 |
| 02    | Ashete Bekere      | Äthiopien          | 2:17:58 |
| 03    | Gotytom Gebreslase | Äthiopien          | 2:18:18 |
| 04    | Angela Tanui       | Kenia              | 2:18:42 |
| 05    | Hiwot Gebrekidan   | Äthiopien          | 2:19:10 |
| 06    | Mao Ichiyama       | Japan              | 2:21:02 |
| 07    | Hitomi Niiya       | Japan              | 2:21:17 |
| 08    | Sara Hall          | Vereinigte Staaten | 2:22:56 |
| 09    | Helen Bekele Tola  | Äthiopien          | 2:24:33 |
| 10    | Kaori Morita       | Japan              | 2:27:38 |